# Cinara pinikoraiensis
Cinara pinikoraiensis är en insektsart. Cinara pinikoraiensis ingår i släktet Cinara och familjen långrörsbladlöss. Inga underarter finns listade i Catalogue of Life.